# Pfarrkirche Arnoldstein

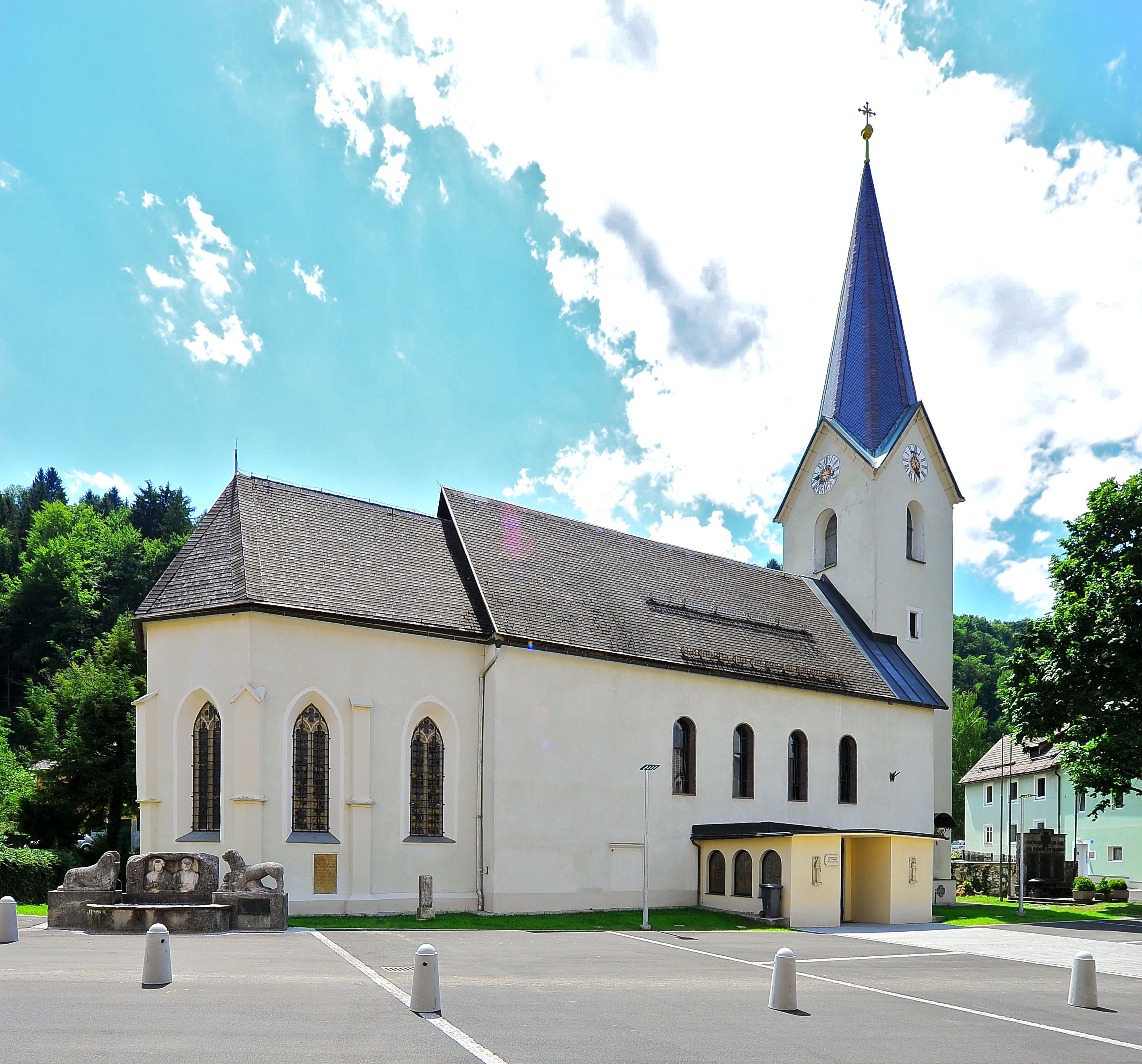
Katholische Pfarrkirche hl. Lambert in Arnoldstein

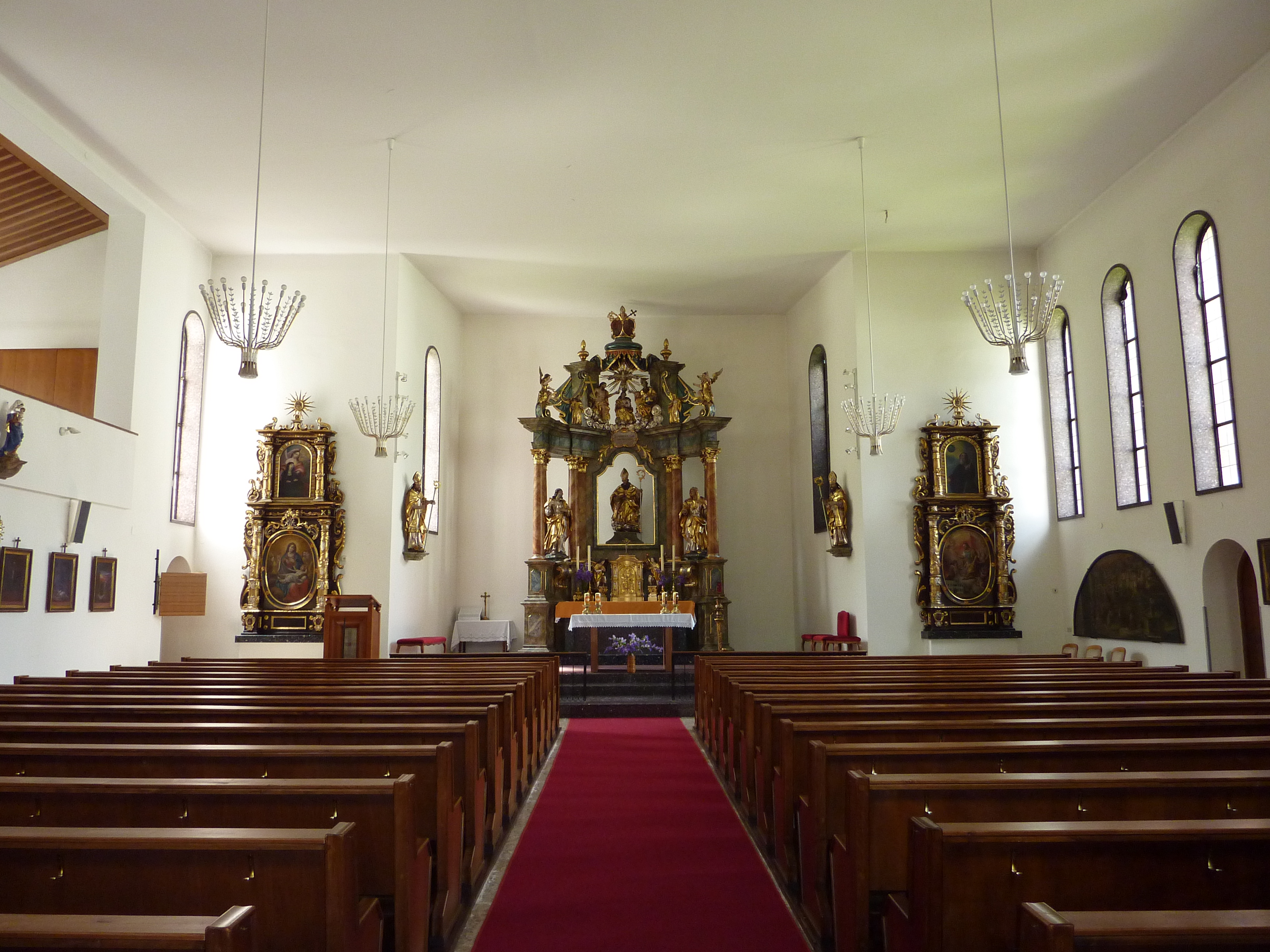
Langhaus, Blick zum Chor

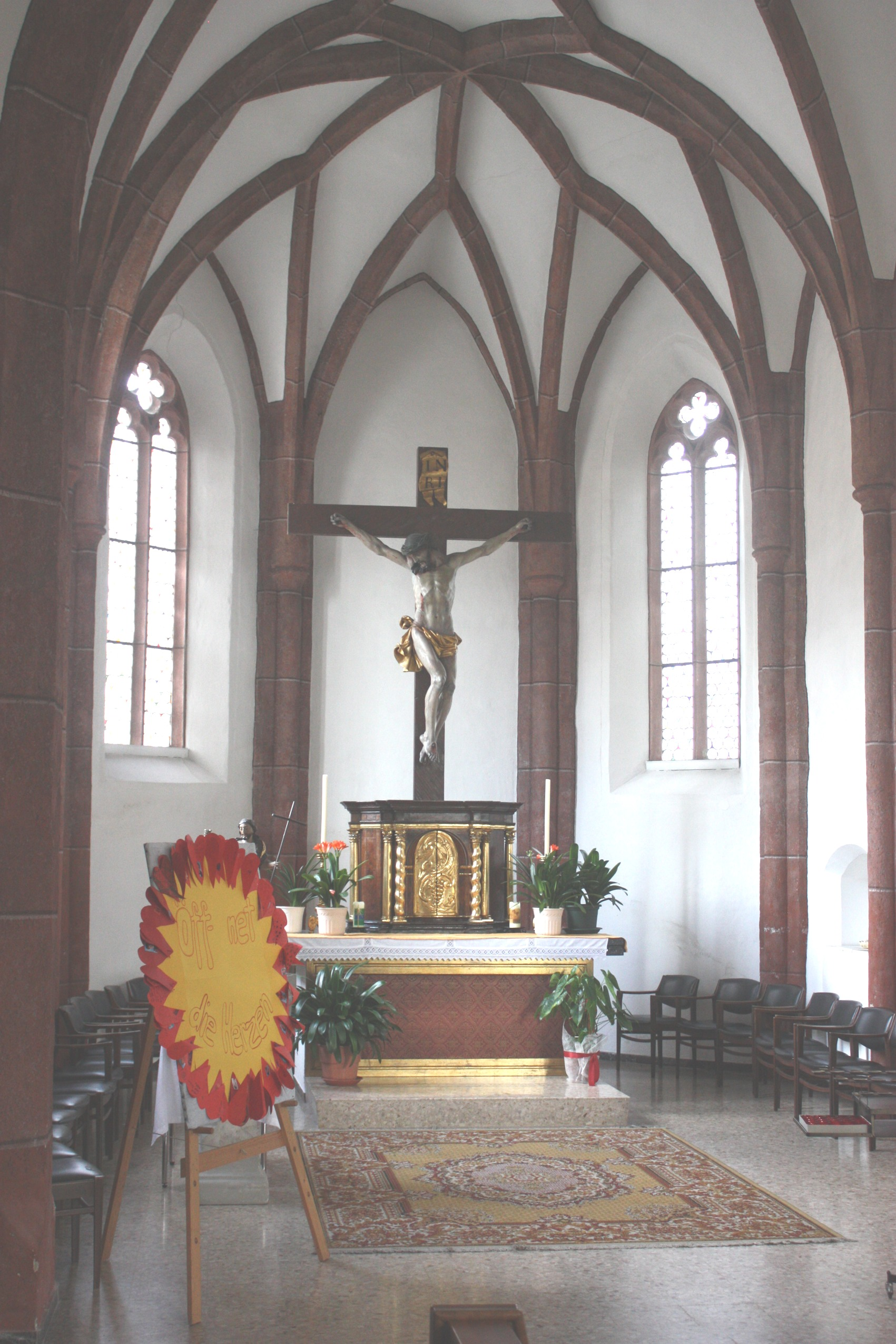
Ehemaliger Chor

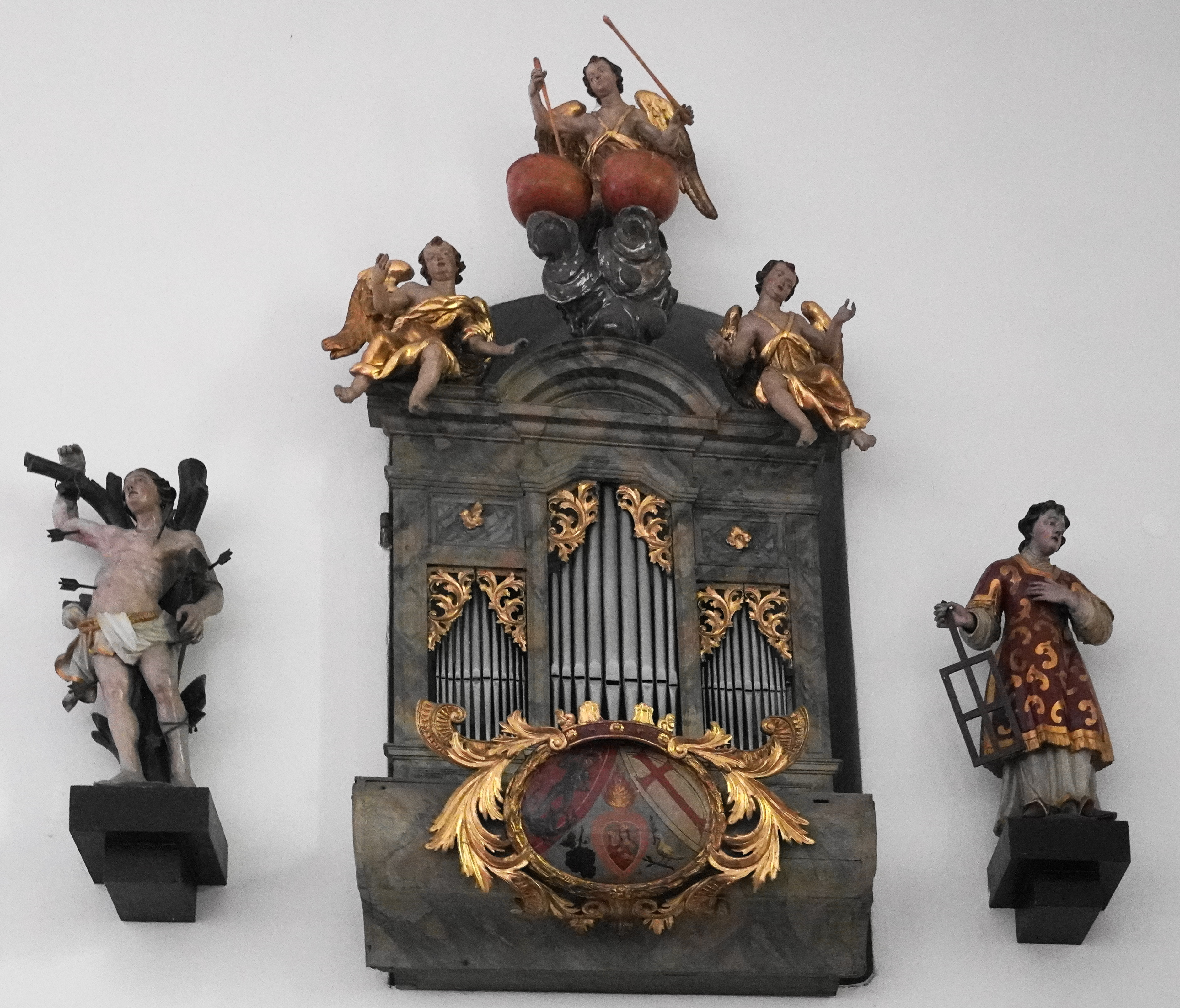
Orgelfragment mit Engeln an der Oberseite

Die römisch-katholische Pfarrkirche Arnoldstein steht in der Marktgemeinde Arnoldstein im Bezirk Villach-Land in Kärnten. Die dem Patrozinium des Heiligen Lambert von Lüttich unterstellte Kirche gehört zum Dekanat Villach-Land/Beljak-dežela in der Diözese Gurk-Klagenfurt. Die Kirche steht unter Denkmalschutz (Listeneintrag).

## Geschichte
Urkundlich wurde 1316 und 1489 eine Kirche genannt. 1959 erfolgte ein Umbau. Der ehemalige Chor ist heute die Ostkapelle.

## Architektur
Das Kirchenäußere zeigt den ehemaligen Chor mit Spitzbogenfenstern und einfach abgetreppten Strebepfeilern. Der Westturm hat rundbogige Schallfenster und trägt einen Spitzgiebelhelm. Der neue Kirchenbau in Nordsüdrichtung hat hohe Rundbogenfenster, die kleine Vorhalle hat moderne Glasfenster.
Das Kircheninnere zeigt einen Saalraum unter einer Flachdecke und einen eingezogenen rechteckigen Altarraum. Die Musikempore befindet sich ostseitig. Die Ostkapelle als ehemaliger Chor hat einen spitzbogigen abgefasten Triumphbogen, der einjochige Chor mit einem Fünfachtelschluss hat ein Rautensternrippengewölbe auf Wandpfeilern mit halbrunden Vorlagen, in der Südwand befindet sich ein kielbogenförmiges profiliertes Sakristeiportal und eine spätgotische abgefaste Korbbogennische. Westlich im Turm befindet sich eine Taufkapelle mit neuen Glasfenstern.

## Einrichtung
Der 1720 von Matthias Stübner geschaffene Hochaltar hat eine offene seitlich vorschwingende Säulenarchitektur, er trägt die Mittelfigur hl. Lambertus zwischen den Heiligen Joachim und Anna und im Aufsatz die Gruppe Mariä Krönung mit Engeln. Beidseits des Hauptaltares befinden sich barocke Konsolfiguren der Heiligen Augustinus und der Bischof Valentin. Der Hochaltar hat fünf verschiedene Mittelbilder, die gewechselt werden.
Die Seitenaltäre als Ädikulaaltar mit reich geschnitzte Knorpelwerkohren entstanden um 1680. Der linke Seitenaltar zeigt das Mittelbild Maria mit Kind und das Aufsatzbild hl. Äbtissin von einem Engel gestützt. Der rechte Seitenaltar zeigt das Mittelbild hl. Florian und das Aufsatzbild hl. Abt.
Die Kanzel aus 1744, von Johann Benedikt Fromiller gefasst, ist heute als Ambo aufgestellt. Im ehemaligen Chor befindet sich ein barockes Kruzifix.
Über dem Eingang zur Taufkapelle befindet sich das Fragment einer Orgel mit Engeln aus der zweiten Hälfte des 18. Jahrhunderts. Zwei Glocken nennen 1477.

## Grabdenkmäler
Außen
- An der Nordseite des ehemaligen Chores ein Grabstein 1534.
- An der Westwand des Turmes ein ganzfiguriges Relief zu Abt Thomas Steyerberger gestorben 1481, das Relief wurde von der ehemaligen Klosterkirche hierher übertragen
- Eine Grabplatte mit der Darstellung Totenkissen mit Todessymbolen zu Abt Benedikt Traxler 1553.

Innen
- Ganzfigurige Reliefbildnisse zum Abt Christoph gestorben 1515 und zum Abt Petrus Römer gestorben 1578.
- Ein Epitaph zu Christoph Morfordin ist in Verwahrung.